# Église Saint-Médard d'Omiécourt
Pour les articles homonymes, voir Église Saint-Médard.
L'église Saint-Médard d'Omiécourt est une église catholique située à Omiécourt, sur le territoire de la commune d'Hypercourt dans le département de la Somme, en France, au sud de Péronne.

## Historique
L'église actuelle remplace un édifice du XVe siècle détruit pendant la Première Guerre mondiale. Elle a été construite de 1925 à 1929.

## Caractéristiques
C'est l'architecte royen Louis Verdier qui réalisa les plans de cet édifice de brique, de style art déco, selon un plan basilical traditionnel. Le clocher au-dessus du portail est surmonté d'un toit en flèche. La décoration intérieure a été particulièrement soignée :
- Le gable du portail est décoré d'une grande mosaïque représentant le Christ bénissant.
- Le chœur est décoré de trois peintures murales encadrées de mosaïque dont une représentation de la Cène et de boiserie dues à Gustave Tattegrain d'Amiens.
- Le transept est décoré de peintures :
  - Didier Tourné a peint sur toile, La Fuite en Égypte et La Mort de saint Joseph (1928).
  - G.H. Marchettiles a peint les toiles marouflées à la céruse, une Piéta et une Vierge à l'Enfant (1928).
- Les vitraux, en grisaille dans la nef, dans le chœur et le transept représentant des saints sont l'œuvre du maître-verrier Jean Gaudin.
- Le chemin de Croix a été réalisé par M. Vidal[1].
- Les fonts baptismaux sont de Pinard et Gauthier[2].

L'orgue a été construit en 1931 par Félix Van den Brande.

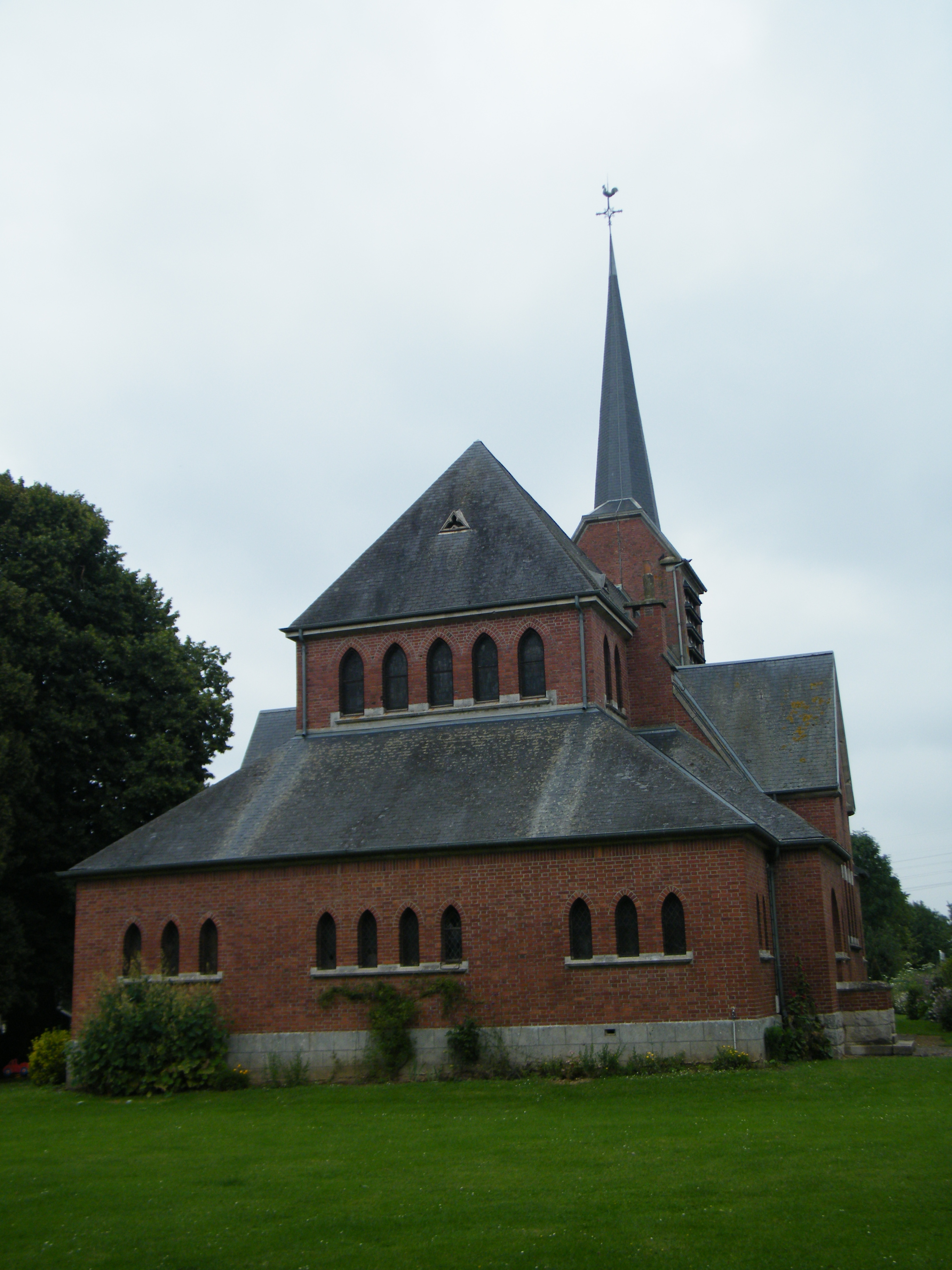

## Protection
L'église Saint-Médard en totalité, incluant le mobilier maçonné (maître-autel, fonts baptismaux) fait l'objet d'une inscription au titre des Monuments historiques par arrêté du 9 avril 2024.